# Saidi Tama Nduwimana
Saidi Tama Nduwimana (sinh ngày 6 tháng 6 năm 1989) là một cầu thủ bóng đá người Burundi, thi đấu ở vị trí thủ môn cho AS Inter Star tại Burundi Football League.

## Sự nghiệp quốc tế
Anh ra mắt quốc tế cho Burundi năm 2011. Anh được triệu bởi Lofty Naseem, huấn luyện viên đội tuyển quốc gia, đại diện Burundi thi đấu tại Giải vô địch bóng đá châu Phi 2014 held ở Nam Phi.